# Гарин-Михайловский, Николай Георгиевич
Никола́й Гео́ргиевич Михайло́вский (8 февраля [20 февраля] 1852, Санкт-Петербург — 27 ноября [10 декабря] 1906, там же) — русский инженер, путешественник и писатель, который публиковался под псевдонимом Н. Га́рин.

## Биография

### Родители
Отец, Георгий Антонович Михайловский, из дворян Херсонской губернии, служил в уланах. 25 июля 1849 г., во время Венгерской кампании, отличился в деле под Германштадтом, атаковав с эскадроном улан каре мадьяр, при котором были две пушки.

Уланы на минуту приостановились от точных выстрелов картечью, но затем были увлечёны примером командира 2-го эскадрона, штаб-ротмистра Михайловского и, врубившись в каре, овладели орудиями.— М. К. Михайловский. «Исторический очерк 10-го Уланского Одесского полка (1812—1912 гг.)»
Михайловский, получивший лёгкую рану, был награждён орденом св. Георгия 4-й степени.
После завершения Венгерской кампании Г. А. Михайловский представлялся с «образцовой командой» императору Николаю I, и государь зачислил его в лейб-гвардии Уланский полк, а позже был восприемником его старших детей, включая Николая. Через несколько лет Георгий Александрович вышел в отставку в чине майора.
Мать, Глафира Николаевна, урождённая Цветинович (в другом написании — Цветунович). Судя по фамилии, происходила из дворянской семьи сербского происхождения (что в Новороссии не было чем-то необыкновенным).
Николай Михайловский родился в 1852 году, своё детство он провёл в Одессе. Учился в одесской Ришельевской гимназии.

### Студенческие годы
В 1871 году после окончания гимназии поступил на юридический факультет Петербургского университета, где учился лишь один год. Провалившись на экзамене у профессора Редкина, молодой человек решил, что лучше быть хорошим ремесленником, чем плохим юристом и в 1872 году поступил в Петербургский институт инженеров путей сообщения. Позже он заявлял, что принадлежал к числу так называемых «облыжных» студентов, которые видели цель обучения не в приобретении прочных теоретических знаний, а в получении диплома, дающего право работать по специальности. Досуг свой студент Михайловский заполнял преимущественно «впечатлениями любви и дружбы». Некоторое время он пытался заниматься сочинительством, но повесть из студенческой жизни, представленная в редакцию одного из журналов, была отклонена без каких-либо объяснений. Эта неудача обескуражила его и на много лет отбила у него охоту к литературному творчеству о чём он написал в автобиографической повести «Студенты».
Летом 1876 года Михайловский работал на железной дороге в Бессарабии кочегаром (вариант студенческой практики будущего инженера-путейца). Непосредственное знакомство с людьми труда, с изнуряющей физической работой кочегара и машиниста способствовало его формированию как личности.
Последний год учёбы Михайловского в Институте путей сообщения совпал с русско-турецкой войной. Летом 1878 года, когда война ещё продолжалась, Михайловский окончил курс и получил диплом инженера.

### Начало инженерной карьеры
Непосредственно после окончания курса Михайловский был направлен старшим техником в Болгарию, в Бургас, где участвовал в строительстве порта и шоссе. В 1879 г. «за отличное исполнение поручений в минувшую войну» получил первый из своих орденов гражданской службы.
Двадцать лет спустя впечатления времён службы в Бургасе были использованы в повести «Клотильда» (1899).
Весной 1879 г. молодой инженер, не имевший практического опыта в железнодорожном строительстве, чудом[уточнить] получил престижную работу на строительстве Бендеро-Галацкой железной дороги (ныне — часть Приднестровской железной дороги), которую вела компания концессионера Самуила Полякова. Работа инженера-изыскателя захватила Михайловского, он быстро зарекомендовал себя с самой лучшей стороны, начал продвигаться по службе и зарабатывать хорошие деньги.
Летом того же года, будучи по делам службы в Одессе, Михайловский познакомился с подругой своей сестры Нины, Надеждой Валериевной Чарыковой, и женился на ней 22 августа 1879 г.
Зимой 1879—1880 гг. Михайловский служил в Министерстве путей сообщения.
Весной 1880 г. участвовал в строительстве порта в Батуме, отвоёванном у Турции во время войны 1877—1878 гг., затем был помощником начальника участка на строительстве железной дороги Батум—Самтредиа (Поти—Тифлисской железной дороги). Служба здесь была опасной: в окрестных лесах скрывались шайки разбойников-турок, совершавших нападения на строителей (позже Михайловский вспоминал случай, когда пятерых десятников на его дистанции «перестреляли и перерезали местные турки»). Постоянная опасность выработала особый приём передвижения в местах, удобных для засады — растянутой линией.
После окончания строительства Михайловский был переведён начальником дистанции бакинского участка Закавказской железной дороги.
Инженер Михайловский выделялся щепетильной честностью и болезненно воспринимал стремление многих своих коллег к личному обогащению (участие в подрядах, взятки). В конце 1882 г. он подал в отставку — по собственному объяснению, «за полною неспособностью сидеть между двумя стульями: с одной стороны, интересы государственные, с другой — личные хозяйские».

### Самарский помещик (1883—1886)
В 1883 г., купив за 75 тысяч рублей имение Гундоровку в Бугурусланском уезде Самарской губернии, Михайловский поселился с женой в помещичьей усадьбе. Супруги Михайловские, имевшие к этому времени уже двух маленьких детей, провели здесь 2,5 года.
В ходе реформы 1861 г. крестьянские общины получили часть помещичьих земель в коллективное владение, но крупными землевладельцами оставались дворяне. Бывшие крепостные вынуждены были, чтобы прокормиться, обрабатывать помещичьи земли в качестве наёмных работников за ничтожную плату. Во многих местах экономическое положение крестьян после реформы ухудшилось.
Располагая довольно значительным оборотным капиталом (около 40 тысяч рублей), Михайловский намеревался создать в Гундоровке образцовое хозяйство на помещичьих землях. За образец для подражания он взял находившееся в сорока верстах от Гундуровки поселение немцев-колонистов, которые на тех же почвах получали огромные в понятиях русских мужиков урожаи «сам-тридцать» (собиралось в 30 раз больше посаженного количества). Супруги Михайловские надеялись поднять благосостояние местных русских крестьян: научить их грамотно обрабатывать землю и поднять общий уровень их культуры. Кроме того, под влиянием народнических идей Михайловский хотел изменить сложившуюся на селе систему общественных отношений. Программа его была проста: «восстановление общины, уничтожение кулаков».
Надежда Михайловская лечила местных крестьян «разными общеупотребительными средствами» и устроила школу, где занималась сама. Через два года школа её имела 50 учеников, и у неё появились «два помощника из молодых парней, окончивших сельскую школу в ближайшем большом селе».
Экономические дела в имении Михайловского шли хорошо, однако мужики с недоверием встречали нововведения, с местными кулаками[уточнить] он вступил в открытый конфликт, результатом которого стала серия поджогов. Михайловский лишился мельницы, молотилки и всего урожая. Почти разорившись, он решил оставить деревню и вернуться к инженерной деятельности. Имение было поручено жёсткому управляющему.
В дальнейшем Михайловский появлялся в Гундоровке лишь наездами и редко жил здесь подолгу, предпочитая губернский город — Самару. Имение было заложено и перезаложено, но продажи было нескоро.

### Возвращение к инженерной деятельности (1886—1890)
В мае 1886 г. Михайловский поступил на службу во вновь созданное Временное управление казённых железных дорог. Он получил назначение на Самаро-Златоустовскую железную дорогу, состоявшую из двух участков: Самаро-Уфимского и Уфа-Златоустовского. Михайловский вёл изыскания на участке «Уфа-Златоуст», который позднее стал начальным пунктом Транссибирской магистрали. Результатом личной инициативы Михайловского явился вариант проекта, дававший многомиллионную экономию (первоначальная стоимость железнодорожного пути была снижена со 100 до 40 тыс. рублей за версту). Строительство было начато Михайловским, в должности начальника участка, в январе 1888 г. по собственному проекту. Михайловскому пришлось преодолеть колоссальное сопротивление бюрократической системы и вступить в конфликт со своим начальником К. Я. Михайловским, иначе Михайловским 1-м. Впечатления этого периода жизни отражены были в письмах жене и в неоконченной повести «Вариант». В это же время Михайловский написал документальную повесть «Несколько лет в деревне», где изложил историю своего неудачного социально-экономического эксперимента 1883—1886 годов. Осенью 1890 г. Михайловский переслал эту рукопись в Москву с одним из своих знакомых, имевших связи в литературных кругах. В это же время, ещё на Урале, он начал работу над первой своей автобиографической повестью, получившей позднее название «Детство Тёмы».
Строительство участка «Уфа-Златоуст» было завершено в сентябре 1890 г. Михайловский выступил с речью на торжествах, устроенных в Златоусте в честь прибытия первого поезда из Уфы. На этом его миссия была завершена, и он вернулся в своё самарское имение.

### Литературный дебют (1892 г.)
Рукопись «Несколько лет в деревне», доставленная в Москву неким приятелем Михайловского, была прочитана в дружеском кружке московских писателей на квартире Н. Н. Златовратского. Отзывы слушателей были сочувственными. Особенно ценно было одобрение идейного вождя литераторов народнического направления — Николая Константиновича Михайловского, который предложил напечатать рукопись своего тёзки и однофамильца в популярном журнале Русская мысль. Вести переговоры с автором вызвался К. М. Станюкович, который и отправился в Самарскую губернию.
В Гундуровку Станюкович приехал весной 1891 г., в разгар празднования пасхи. Сообщив Михайловскому об успехе его рукописи, он поинтересовался: «Что ещё написали?». Тогда Михайловский начал читать готовые главы из повести «Детство Тёмы». Станюкович был в восторге, вызвался стать крёстным отцом нового литературного таланта и ввести его в писательские круги.
Станюкович явился с ещё одним предложением. Группа московских литераторов намеревалась купить у литератора Л. Е. Оболенского его захиревший журнал «Русское богатство», но не располагала наличными; Станюкович предложил Михайловскому принять участие в этом проекте и внести пай деньгами. Михайловский достал денег, перезаложив своё имение), и с 1 января 1892 г. «Русское богатство» перешло в руки новой редакции, причём официальной издательницей его числилась теперь Надежда Михайловская. В первых трёх номерах обновлённого журнала напечатана была повесть «Детство Тёмы», подписанная псевдонимом «Н. Гарин». Псевдоним был придуман совместно со Станюковичем — от Гари, сокращённого имени сына Михайловского. Повесть была очень благожелательно встречена и читателями, и критикой. Не меньший успех имела книга очерков «Несколько лет в деревне», печатавшаяся с марта 1892 г. в номерах журнала Русская мысль. Автор сразу выдвинулся в первый ряд писателей своего времени.
Бесконечные разъезды, изыскания, экспедиции оставляли ему мало времени для литературного творчества, он часто писал в дороге, урывками. Тесная связь с жизнью питала творчество Михайловского, придавая ему неповторимое своеобразие. Значительную часть его литературного наследия составляют очерки — ряд художественных зарисовок из окружающей жизни, нередко с публицистическими отступлениями. Беллетристический элемент более выражен в рассказах, но и здесь в основе сюжета всегда лежит какой-либо реальный факт.
Несмотря на пристрастие Михайловского к «малому жанру» очерка и рассказа, наибольшую литературную славу принесли ему не они, а цикл автобиографических повестей (составляющих, по выражению Горького, целую эпопею). Уже в 1893 г. появилось продолжение «Детства Тёмы» — повесть «Гимназисты». В 1895 г. издана была третья часть — «Студенты». Над четвёртой повестью этого цикла («Инженеры») Михайловский работал с 1898 г. и до смерти.

### Продолжение инженерной деятельности (1891—1895 гг.)
Уже в 1891 году Михайловский вернулся к работе инженера, руководил работами на участке «Челябинск — Обь» Западно-Сибирской железной дороги. Всё лето он провёл на изысканиях, лишь ненадолго выезжая для обработки поисковых материалов в Челябинск (здесь размещалось управление ЗСЖД и жила семья Михайловского). К этому времени относятся первые заметки Михайловского, публиковавшиеся в провинциальной прессе (о проблемах развития железнодорожного дела).
Михайловский, будучи руководителем объединённой изыскательской партии, поддержал предложение начальника отряда этой партии польского инженера Викентия Ивановича Роецкого (Викентий-Игнаций Роецки) о месте строительства железнодорожного моста через Обь. Сам Михайловский должен был возглавлять изыскания пути в Томск и наметить створ моста через реку Томь. По одному из вариантов Транссибирская магистраль должна была пересечь Обь в районе старинного города Колывань. Роецки, помимо этого участка, исследовал также другое место, несколько южнее — у села Кривощёково. В пояснительной записке Михайловского к проекту створа моста, разработанному Роецки для этого места, указывалось, что «мост получится на 360 саженей меньше, что одно составит экономию, считая по 8 тыс. руб. погон моста, до 3 мил. руб.». Впоследствии Михайловский так объяснял своё решение:

На 160-вёрстном протяжении это единственное место, где Обь, как говорят крестьяне, в трубе. Другими словами, оба берега реки и ложе скалисты здесь. И притом это самое узкое место разлива: у Колывани, где первоначально предполагалось провести линию, разлив реки 12 вёрст, а здесь 400 сажен.
Отдалённым последствием изменения первоначального проекта стало возникновение города Новосибирска. Строительство моста через Обь требовало множества рабочих рук, и небольшой посёлок, называвшийся в 1891 году Новой деревней, стал быстро расти. В дальнейшем он получил название «Новониколаевский» (в честь царя Николая II), а в 1903 году стал городом Ново-Николаевском (с 1926 года — Новосибирск).
Изыскания Михайловского доказали также целесообразность обхода железнодорожной магистралью города Томска: «принимая во внимание транзитное значение Сибирской дороги, не было никаких оснований заставлять пробегать транзитные грузы лишних 120—150 вёрст». Кроме того, поворот на Томск привёл бы к значительному удорожанию строительства из-за неблагоприятных условий местности, а эксплуатация будущей линии была бы затруднёна. Министерством путей сообщения был утверждён проект, предполагавший проведение магистрали в 85 км южнее Томска, с последующим строительством особой ветки на Томск от станции Тайга.
Михайловский прибыл в Томск в конце июня 1891 года. Его пребывание в городе было отмечено нападками местных газет, яростными протестами против выводов Михайловского о нецелесообразности прокладки железнодорожной магистрали через Томск. Покидая Томск он «вздохнул, как человек, вдруг вспомнивший в минуту невзгоды, что наверно за этой невзгодой, как за ночью день, придёт и радость. Эта радость заключалась в том, что я больше не в Томске, и, вероятно, никогда больше не увижу его».
В июле 1892 года Михайловский получил должность заведующего изысканиями на строительстве Казано-Малмыжской железной дороги. В том же году, после литературного дебюта в качестве беллетриста, Михайловский возобновил свою публицистическую кампанию в печати как специалист-инженер. Его критические заметки по разным проблемам развития в России железнодорожного дела печатались, под разными псевдонимами, в столичных и провинциальных журналах и газетах (например, в «Волжском вестнике» и «Ирбитском ярмарочном листке»). Особо настойчиво Михайловский пропагандировал идею строительства дешёвых узкоколейных железных дорог.
В министерских кругах публицистическая деятельность Михайловского встречена была резко отрицательно и принесла ему прозвище «узкоколейщика». Дело дошло до того, что министр путей сообщения потребовал от Михайловского прекращения выступлений в печати. Не считая возможным подчиниться, он подал в отставку (1894), но без работы не остался и в дальнейшем проводил изыскания по поручениям земств (Казанского, Вятского, Костромского, Волынского). В свободное от изысканий время Михайловский жил в Самаре. Здесь в 1895 г. он познакомился с Горьким.

### Начальник строительства Кротовско-Сергиевской железной дороги (1895—1897)
Михайловский был инициатором, идеологом, организатором и строителем в Самарской губернии ответвления Самаро-Златоустовской железной дороги «Кротовка-Сергиевск», где впервые в России была использована дешёвая узкая колея. История борьбы за воплощение этого проекта в жизнь дала богатый материал для написанной вскоре книги очерков «В сутолоке провинциальной жизни».
Строительство Кротовско-Сергиевской железной дороги началось в сентябре 1895 г. Михайловский, впервые в своей жизни ставший руководителем такого большого дела, ввёл на строительстве небывалые порядки: выборность администрации, коллегиальность в принятии решений, общественный контроль за финансами. Его административные принципы выражены в одном из служебных циркуляров:

Чтобы дорога эта вышла действительно дешёвой, необходимо, прежде всего, чтобы и мысли не могло быть о каких бы то ни было злоупотреблениях. <…> Отстранив от себя денежную часть, я поручил все эти дела комиссии из выбранных лиц, которая во всех своих действиях отчитывается перед учреждённым мною общим собранием всех техников вверенной мне дороги. Я считаю себя вправе требовать и от своих сотрудников, в ведении которых находятся денежные дела, такого же отношения к делу. С этой, главным образом, целью в распоряжение их предоставлен штат молодых людей, студентов, людей вполне надёжных, при помощи и участии которых во всех денежных делах является полная возможность как осветить для всех истинное положение данного дела, так и гарантировать лично себя от каких бы то ни было нареканий
Общественный контроль принёс свои плоды: когда один из инженеров завёз на линию гнилой материал для шпал и нажился на этом, был проведён своего рода суд чести, и инженер лишился места.
Строительство дороги было завершено очень быстро, ближайшей зимой, но правление Самаро-Златоустовской железной дороги категорически отказалось признать «облегчённые условия» в отношении вспомогательных служб, ранее утверждённые в Петербурге всеми инстанциями (предполагалось, например, отказаться от сложного и дорогого станционного штата; предполагалось не строить на переездах сторожевые будки, ограничившись предупредительными надписями «берегись поезда» и т. д.). Результатом было вынужденное возвращение на вновь построенной узкоколейной дороге к общепринятым эксплуатационным нормам ширококолейных дорог. Это вызвало громадный перерасход в 240 тысяч рублей против первоначальной сметы и удлинение строительства на целый год. В Министерстве путей сообщения Михайловскому прямо говорили, что он «провалил дело».

### Кругосветное путешествие (июль — декабрь 1898 г.)
После завершения всех дел, связанных со строительством Кротовско-Сергиевской железной дороги (введена в эксплуатацию 16 августа 1897 г.), Михайловский задумал совершить «для отдохновения» кругосветное путешествие. Однако в последний момент он получил от Петербургского географического общества предложение присоединиться к северокорейской экспедиции А. И. Звегинцова.

#### Планы и замыслы (июнь 1898 г.)
Корея в XIX в. географически изучалась очень слабо, а северная её часть, пограничная с Маньчжурией, долгое время вообще была недоступна для европейских исследователей. Начиная с XVII века вся пограничная полоса, с целью прекращения сношений иностранцев с корейским населением и для защиты от проникновения чужестранцев в пределы корейского государства, была умышленно оставлена безлюдной и охранялась системой крепостей и кордонов. Почти до самого конца XIX в., до русской экспедиции Стрельбицкого 1895—1896 даже о вулкане Пектусан, высочайшей горе этой части Восточной Азии, существовали лишь легендные сведения. Отсутствовали достоверные сведения об истоках, направлении течения и режиме трёх крупнейших рек этой территории — Тумангана, Амноккана и Сунгари. Экспедиция Звегинцова имела своей главной задачей исследование сухопутных и водных путей сообщения вдоль северной границы Кореи и далее, по восточному побережью Ляодунского полуострова, до Порт-Артура. Михайловский согласился принять участие в экспедиции, которая стала для него составной частью кругосветного путешествия.

#### По России (июль-август 1898 г.)
Для работы в северокорейской экспедиции Михайловский пригласил людей, известных ему по работе инженера-изыскателя: молодого техника Н. Е. Борминского и опытного десятника И. А. Пичникова.
9 июля 1898 г. Михайловский и его спутники прибыли с петербургским курьерским поездом в Москву и в тот же день с прямым сибирским поездом выехали из Москвы. В то время ещё продолжалось строительство Транссибирской магистрали. Были построены и введены в эксплуатацию участки от Москвы до Иркутска и от Владивостока до Хабаровска. Однако не были ещё построены средние звенья пути между Иркутском и Хабаровском: Кругобайкальская линия от Иркутска до Мысовой, на восточном берегу озера Байкал; Забайкальская линия от Мысовой до Сретенска; Амурская линия от Сретенска до Хабаровска. Путь от Москвы до Иркутска, протяжением более 5 тыс. км, занял 12 дней, участок от Иркутска до Хабаровска длиной около 3,5 тыс. км, пройденный на лошадях и по воде, занял ровно месяц. В результате весь путь от Петербурга до Владивостока занял 52 дня (8 июля — 29 августа 1898 г.) и обошёлся почти в тысячу рублей на человека, то есть был более долгим и в два раза дороже, чем если бы ехать во Владивосток кружным путём по морю.

#### По Корее, Маньчжурии и Ляодунскому полуострову (сентябрь — октябрь 1898 г.)
3 сентября 1898 г. участники экспедиции доставлены были пароходом из Владивостока в бухту Посьета, затем прошли на лошадях 12 вёрст до Новокиевска, который был начальным пунктом Северокорейской экспедиции. Здесь были сформированы отдельные партии. Партия, возглавляемая Михайловским, должна была исследовать устье и верховья реки Туманган, район вулкана Пектусан и верховья реки Амноккан. Затем должна была идти в Капсан, где планировалось соединение с партией начальника экспедиции Звегинцова.
Под началом Михайловского, кроме техника Борминского и десятника Пичникова, было ещё трое отставных русских солдат — умевших хорошо обращаться с оружием. При партии Михайловского были также переводчики с корейского и с китайского: русский кореец П. Н. Ким, учитель по специальности, и некий подданный Китая, которого русские звали Василием Васильевичем. В дальнейшем, на всём протяжении пути, Михайловский время от времени нанимал местных корейцев (как правило, в качестве проводников). В начале путешествия партия Михайловского имела 13 лошадей, 8 верховых и 5 вьючных. Багаж, включавший запасы провианта, в начале путешествия был настолько велик, что для его перевозки понадобилось ещё и три арбы с быками.
Организационные неурядицы и проливные дожди несколько задержали выступление из Новокиевска (10 сентября 1898 г.). По берегу залива Посьета экспедиция двинулась к Красному селу — последнему населённому пункту на русской территории.
14 сентября 1898 г. партия Михайловского на пароме переправилась у Красного села через Туманган. Исследования в устье и нижнем течении этой реки показали полную невозможность судоходства из-за маловодности и большого количества кочующих мелей. Затем Михайловский кратчайшим путём направился по корейской территории к верховьям Тумангана. Путь пролегал по гористой местности с тесными долинами, в которых часто попадались корейские деревеньки. 22 сентября партия достигла городка Мусан. Отсюда путь шёл вдоль верхнего течения Тумангана, который здесь имел характер типичной горной речки. 28 сентября, когда начались уже ночные заморозки, путешественники впервые увидели вулкан Пектусан. 29 сентября найден был исток Тумангана, который «исчез в маленьком овраге» около маленького озера Понга. Это озеро, вместе с прилегающей болотистой местностью, и признаны были Михайловским истоками реки.
Район Пектусана является водоразделом трёх больших рек: Тумангана, Амноккана и Сунгари. Корейцы-проводники утверждали, что Туманган и Амноккан берут начало в озере, расположенном в кратере Пектусана (хотя и признавались, что лично этих истоков никто из них не видел). 30 сентября путешественники достигли подножия Пектусана, разделились на две группы и приступили к исследованиям. Сам Михайловский, в сопровождении двух корейцев, переводчика Кима и проводника, должен был, поднявшись на вершину Пектусана, обойти её до предполагаемых истоков Амноккана и Сунгари.
Поднявшись на Пектусан, Михайловский стал свидетелем эпизода выброса вулканических газов. Обходя кратер по периметру Михайловский выяснил, что рассказ проводников об озере как общем истоке трёх рек является легендой. Непосредственно из расположенного в кратере озера никакой водный поток не истекал. На северо-восточном склоне Пектусана Михайловский обнаружил два истока некой реки (как выяснилось чуть позже, это были истоки одного из притоков Сунгари). Для этих двух истоков Михайловский счёл непосредственное сообщение с Пектусанским озером вполне возможным, допуская, что вода промыла ход из озера сквозь толщу скал. В последующие дни были найдены ещё три истока притока Сунгари.
Тем временем сотрудники Михайловского во главе с техником Борминским спустились в кратер к озеру с инструментами и разборной лодкой, засняли контур озера, спустили лодку на озеро, замерили глубины, которые оказались исключительно большими уже близ берега.
Партия Михайловского продолжала исследования на Пектусане до 3 октября; весь этот день Михайловский и Борминский провели в бесплодных поисках истоков Амноккана. Вечером один из проводников-корейцев сообщил, что эта река берёт начало у горы Малый Пектусан (который находился примерно в пяти верстах от Большого).
От Пектусана партия Михайловского направилась на запад по китайской территории, через район притоков Сунгари. Вечером 4 октября путешественники достигли деревни Шанданьон, населённой преимущественно корейцами. 6 октября достигли одного из притоков Амноккана. 7 октября путешественники вышли к Амноккану в 9 верстах от китайского города Маоэршань (Линьцзян). Здесь Михайловский принял окончательное решение отказаться от продолжения путешествия на лошадях. Нанята была большая плоскодонная лодка с экипажем из 4-х китайцев. Из корейской деревни Таянсхан Михайловский послал начальнику экспедиции Звегинцову письмо, где подвёл предварительные итоги работы вверенной ему партии и объяснил причину изменения маршрута:

К Вам в Капсан не иду — 240 вёрст, когда впереди такое ещё путешествие, на измученных лошадях нельзя делать. Провизия наша вся вышла, питаемся корейской пищей и спим без кроватей и постелей на полу корейских фанз. Мало спим….
9 октября началось путешествие вниз по реке. Большую опасность представляли многочисленные перекаты, крупнейший из которых Михайловский описывает как «ревущий водопад». 18 октября путешественники достигли Ыйчжу, корейского города в 60 км выше устья Амноккана, и здесь простились с Кореей.
Несмотря на бедность населения и чудовищную социально-экономическую отсталость страны, Михайловский в своих записках он высоко оценивает интеллектуальные и моральные качества корейского народа.
Вечером 18 октября пройден был последний участок пути вниз по Амноккану, до китайского порта Сахоу (ныне Аньдун). Далее путь пролегал по восточному побережью Ляодунского полуострова и был пройден в китайской двуколке. Вечером 25 октября путешественники достигли первого населённого пункта на Ляодунском полуострове, занятого русскими — Бицзыво; ещё через двое суток они были в Порт-Артуре.
Всего по Корее и Маньчжурии Михайловским было пройдено около 1 600 км, в том числе около 900 км верхом, до 400 км в лодке по Амноккану и до 300 км на китайской повозке-двуколке по Ляодунскому полуострову. Этот путь занял 45 дней. В среднем экспедиция делала в день 35,5 км. Производились маршрутная съёмка местности, барометрическая нивелировка, астрономические наблюдения и другие работы, послужившие основанием для составления подробной карты маршрута. Михайловский вёл дневник и технический журнал экспедиции. Им было записано до 100 корейских сказок, легенд и мифов.

#### Завершающая фаза путешествия: через США в Европу (ноябрь — декабрь 1898)
Из Порт-Артура Михайловский 31 октября отплыл через Чифу в Шанхай, где провёл пять дней (4-8 ноября). Михайловский ознакомился с жизнью разных частей города, «китайской» и «европейской». В Шанхае Михайловский решил транспортную проблему всей оставшейся части кругосветного путешествия, купив билет на океанский пароход «Gaelig».
9 (21) ноября началось путешествие на океанском пароходе, который дважды заходил в японские порты (11 ноября — Нагасаки, с 14 по 18 ноября — Иокогама). В Иокогаме Михайловский ездил по японской железной дороге (которая оказалась дешёвой узкоколейной), наблюдал из окна вагона поля японских крестьян «с игрушечными участками, с поразительной обработкой этих участков». Он был «на заводах и в мастерских железных дорог и уже как специалист мог убедиться в поразительной настойчивости и самобытной талантливости японских техников и мастеров. Как рационально приспособились они ко всему своему железнодорожному делу, на какую коммерческую ногу поставили его».
В опубликованных записках Михайловского о кругосветном путешествии последняя особо отмеченная дата — 18 ноября (день отплытия из Иокогамы); затем даты исчезают. Во время однодневной стоянки на Гавайях, в порту Гонолулу, Михайловский осмотрел город, посетил местный музей. Конечным пунктом путешествия через Тихий океан был Сан-Франциско, где молодой американец Фрезер, с которым Михайловский свёл дружбу ещё на пароходе, оказал ему содействие в знакомстве с жизнью города. Особый интерес вызвало у Михайловского посещение американской фермы, поскольку сам он был землевладельцем.
Затем Михайловский пересёк на поезде весь Североамериканский континент. В Нью-Йорке на английском пароходе «Лузитания» отправился в Англию. Путешествие через Атлантику совпало по времени с обсуждением Фашодского инцидента. Англия и Франция оказались на грани войны. Пассажирами «Лузитании» были преимущественно англичане. Михайловский вынужден был выслушивать их бесконечные разговоры о необходимости войны, о превосходстве англосаксов над всеми другими нациями и о предстоящем переделе мира в их пользу.

Всё это общество, несмотря на то, что между ними были и учёные и люди пера, производило сильное впечатление самодовольства до пошлости, чем-то обиженных людей. Это были хозяева, ни на одно мгновенье не забывающие, что всё это, начиная с парохода, кончая последней безделушкой — их, принадлежит им, и им не надо идти ни к кому и ни у кого ничего не надо просить — всё лучшее в мире у них.
Под тяжёлым впечатлением от этих встреч, чтобы больше не слышать «диких воплей этих пожелавших крови и смерти людей», Михайловский изменил свой первоначальный план задержаться в Лондоне. Он пересёк Ла-Манш и отправился в Париж, но не задержался и здесь.

Старый буржуазный строй отживает, и нигде это умирание, разложение заживо не чувствуется так, как в Париже. 

#### Итоги путешествия (география, литература, фольклористика)
Научные результаты своих наблюдений и исследований в Корее и Маньчжурии, давших ценные географические сведения о малоизведанных территориях, в особенности о районе Пектусана, Михайловский опубликовал в специальных изданиях: «Отчёты членов осенней экспедиции 1898 года в Северной Корее» (1898) и в «Трудах осенней экспедиции 1898 года» (1901). Кроме того, на основе дневниковых записей написана была целая книга о путешествии (публиковалась первоначально в виде отдельных очерков под общим названием «Карандашом с натуры» в девяти номерах научно-популярного журнала «Мир Божий» за 1899 год).
За время путешествия Михайловским было записано до 100 корейских сказок, но одна тетрадь с записями была потеряна в пути, поэтому число сказок сократилось до 64. Впервые они были изданы, вместе с первым отдельным изданием книги записок о путешествии, в 1903 г. Записи Михайловского оказались самым значительным вкладом в корейскую фольклористику: ранее были изданы лишь 2 сказки на русском языке и семь сказок на английском языке. В предисловии Михайловский утверждает, что собственная роль его сводилась к фиксации текста со слов переводчика. Однако некоторые места опубликованного текста со указывают на литературную обработку, произведённую писателем. Имеется, например, такой пассаж:

Молодой месяц светил в далёком небе. Но темно было, и нежный Скорпион, как бриллиантами, горел вокруг месяца своими звёздами и всё глубже, казалось, проникал в синеву темного неба. Мрачно и одиноко стоял белый Пектусан и далеко в небо ушёл своей вершиной.
Михайловский, систематически использовал составление сводного текста из версий разных рассказчиков.
Иногда Михайловский-фольклорист производил сокращения, обусловленные господствовавшими в его время и вполне им разделявшимися представлениями о приличиях: «Из трёх сказок одну, по совершенной её нецензурности, пришлось не записать, а в одной, относительно верной жены, пришлось опустить по той же причине несколько сильных и злоостроумных мест».

### Встреча с царской семьёй
Сделавшись известным в столичном обществе не только как литератор, но и как путешественник, Михайловский получил приглашение в царский дворец. Последовала встреча с царской семьёй, точная дата которой не установлена. Сохранилось два мемуарных свидетельства, записанные по рассказам Михайловского А. М. Горьким и М. К. Куприной-Иорданской. Согласно версии Горького, Михайловский официально «был приглашён в Аничков дворец к вдовствующей царице». Однако на встрече присутствовали Николай II и его супруга Александра Фёдоровна (последняя — в сопровождении неких придворных дам).
Известие Куприной-Иорданской, слушавшей рассказы Михайловского летом 1903 г., подробно и насыщено деталями. Михайловский полагал, что царь ждёт его для делового доклада, тщательно готовился к встрече и принёс во дворец портфель, набитый планами и чертежами. Однако, начав беседу в деловом тоне, Михайловский сообразил, что «деловая сторона решительно никого не интересует», и перешёл к рассказам о дорожных приключениях.
Через несколько дней Борминский и Михайловский получили уведомления о награждениях орденами. Однако Михайловский, согласно воспоминаниям Горького, своего ордена «не получил, потому что вскоре был административно выслан из С-Петербурга за то, что вместе с другими литераторами подписал протест против избиения студентов и публики, демонстрировавшей у Казанского собора» (речь идёт о событиях 4 марта 1901 г.). Куприна-Иорданская добавляет, что Михайловский был не просто выслан из С-Петербурга, но ещё и «отдан под надзор полиции».

### Последние месяцы
В сентябре 1906 г., вернувшись из Маньчжурии, Михайловский обосновался в Санкт-Петербурге. Активно участвовал в литературной и общественной жизни столицы. Входил в редакцию большевистского журнала «Вестник жизни», в котором сотрудничал вместе с А. В. Луначарским, В. В. Воровским, В. Д. Бонч-Бруевичем.
Скоропостижно скончался 10 (27) декабря 1906 г. от паралича сердца во время заседания редакции, где в тот день читался и обсуждался его драматический этюд «Подростки».
Похоронен на Литераторских мостках Волкова кладбища. Надгробие создано в 1912 году (скульптор Л. В. Шервуд).

## Инженерно-строительная деятельность
В 1891 г. Гарин-Михайловский руководил изыскательской партией, выбиравшей место для строительства железнодорожного моста через Обь для Транссибирской магистрали, и именно он отклонил вариант возведения этого сооружения в районе Томска. Это решение впоследствии привело к выбору участка на территории будущего Новосибирска и сыграло важную роль не только в развитии города, но и в его создании.
Существует легенда, что на одном из участков строительства железной дороги инженеры столкнулись со следующей проблемой: необходимо было обогнуть крупный холм или утёс, выбрав для этого наиболее короткую траекторию (ведь стоимость каждого метра железной дороги была очень высокой). Гарин-Михайловский потратил день на размышления и затем дал указания прокладывать дорогу вдоль одного из подножий холма. Когда его спросили, чем обусловлен выбор, Гарин-Михайловский ответил, что весь день наблюдал за птицами — вернее, за тем, какой дорогой они облетали холм. Он посчитал, что они летят более коротким путём, экономя усилия, и решил воспользоваться их маршрутом. Впоследствии точные расчёты, основанные на космической съёмке, показали, что решение Гарина-Михайловского, принятое по наблюдению за птицами, было верным.
Весной 1903 года в Кастрополь прибыла изыскательная партия, возглавляемая Н. Г. Гариным-Михайловским, по строительству южнобережной электрической железной дороги связывавшей бы Ялту с Севастополем. За 8 месяцев были рассмотрены 22 варианта трассы, но смерть Гарина-Михайловского помешала постройке дороги. Его изыскания были использованы при строительстве междугородной троллейбусной трассы Симферополь-Алушта-Ялта.

## Литературная деятельность
На литературное поприще Михайловский вступил в 40 лет с выходом в свет автобиографической повести «Детство Тёмы» («Русское богатство») и рассказа «Несколько лет в деревне» («Русская мысль»). В «Русском богатстве» он напечатал затем «Гимназисты» (продолжение «Детства Тёмы»), «Студенты» (продолжение «Гимназистов»). Последняя часть тетралогии — «Инженеры» — была опубликована в 1907 году, уже после смерти автора. Вся тетралогия многократно переиздавалась в советское и более позднее время. По характеристике Д. Мирского, гаринские повести о мальчиках, в своё время соперничавшие по популярности с произведениями Лидии Чарской (ориентированными в большей степени на публику женского пола), с годами не потеряли своего обаяния, ибо «написаны с большой теплотой, и читатель начинает относиться к персонажам, словно это мальчики, которых он знал всю жизнь». В качестве своеобразного романа воспитания тетралогия даёт картину «типичного интеллигентского воспитания, питомника нравственно неприспособленных и психически нестойких людей».
Высоко автобиографическую тетралогию оценивал Варлам Шаламов:

Документальная проза его тетралoгии имеет целый ряд формальных черт, резко отличающих гаринскую прозу от всей русской литературы конца XIX — начала XX века. Гарин начисто отбрасывает уже в «Детстве Тёмы» описательную, нравоучительную, психологическую сторону дела. Герой его болеет сифилисом, и изображение характера тут представляет и новаторский, и психологический интерес. Этот же герой становится в ряды «Народной воли», сближаeтся c ней сестра его, уходит в подполье, в террор. Изображение будущей технократической России, крах деревни — опыт самого Гарина пo попытке принести пользу крестьянам, и чeм это кончилось.
Впервые в русской литературе выходит на её страницы инженер и как входя с полным пониманием дела, входит изнутри. <Разработка> темы на железной дороге — вовсе не описание этапа арестантов из Воскресенска. Это описание изнутри, в нём нет никаких реалистических деталей — дело в психологии, a также в совершенстве диалога.
У Гарина нет описаний, a по широте диалога всё это напоминает позднейший триумф Хемингуэя. B русской прозе только один автор диалога, где действие идёт через диалог — это Гарин.
<…>
Реалист ли Гарин? Тут реализм Гарина выступает в форме документа, семейной хроники. Вот как названа эта тетралогия — роман или повесть — нам решить не дано. Форма эта новая, обновление через документ, но не выдумка, a привлечение документа.
По мнению Шаламова, творчество Гарина-Михайловского не имеет должного внимания, поскольку огромная часть написанного не была пропущена цензурой, и современники не имели возможности по достоинству оценить произведения.
«Деревенские панорамы» и другие рассказы вышли отдельно под заглавием «Очерки и рассказы» (С-Петербург, 1893—1895). Как специалист-инженер, Николай Георгиевич горячо отстаивал в «Новом времени», «Русской жизни» и др. изданиях постройку дешёвых железных дорог. Путешествия по Дальнему Востоку описаны в путевых заметках «По Корее, Маньчжурии и Ляодунскому полуострову» (1899). В том же году увидели свет «Корейские сказки».

### Экранизации
- Детство Тёмы — 1991, реж. Елена Стрижевская;
- Как Ниночка царицей стала — 1990, м/ф, реж. Сергей Олифиренко;
- Чепоги — 2007, м/ф, реж. Леон Эстрин (по мотивам корейской сказки в пересказе Н. Г. Гарина-Михайловского).

## Общественная позиция
По свойству своей натуры Михайловский был прирождённым полемистом:

Разве в том дело, чтобы пройти в жизни так, чтобы никого не задеть? Не в этом счастье. Задеть, сломать, ломать, чтоб жизнь кипела. Я не боюсь никаких обвинений, но во сто раз больше смерти боюсь бесцветности.
Жизнь в деревне и тесное общение с крестьянами в 1883—1886 гг. привели Михайловского к глубокому пониманию проблем деревни и к идеологическому разрыву с народничеством. Михайловский ясно осознавал, что восхваляемая народниками община является реликтом крепостничества и главным тормозом развития страны.
Свои взгляды Михайловский выражал не только в публицистике, но и в художественной форме: рассказ «Волк», основанный на реальной истории, показывает безысходность положения и гибель талантливого крестьянина, не сумевшего выйти из общины. Одна из главок рассказа представляет собой острую сатиру на редакцию народнического журнала: главный герой, явившийся туда со своей рукописью, не встречает ни сочувствия, ни понимания.
Михайловский неоднократно высказывал своё возмущение интеллектуальным убожеством народнической публицистики. После появления в «Русском богатстве» очередной нелепой статьи экономиста-статистика Карышева, выступавшего за сохранение общины, Михайловский написал одному из ведущих сотрудников журнала письмо (26 сентября 1894 г.) с очень резкой характеристикой Карышева:

… ограниченный народник со всем бессилием и слабостью мысли народника. Наивен так, что стыдно читать. Не тот путь и не так налаживается эта громадная махина нашей жизни <…> Пьяная, узкая голова Карышева поймёт ли, что дело в обесцененьи труда, в связанных руках, в подневольной общине и в подневольном труде, в той каторге, в которой изнывает Россия?!
В том же году Михайловский обратил внимание на книгу «легального марксиста» П. Б. Струве «Критические заметки к вопросу об экономическом развитии России», широко обсуждавшуюся в провинции. В дальнейшем Михайловский активно сотрудничал в органах прессы, в той или иной мере причастных к марксизму, больше всего в журнале «Мир Божий». В 1896 г. он стал одним из основателей газеты «Самарский вестник», которая первой в России приобрела промарксистскую направленность. В дальнейшем Михайловский поддерживал эту провинциальную газету своими материалами, благодаря чему тираж её резко вырос.
Некоторое время Михайловский продолжал сотрудничать с народническим «Русским богатством», избегая открытого конфликта со своим однофамильцем Н. К. Михайловским, стоявшим во главе этого журнала, и печатая свои «антинароднические» вещи в других изданиях. Разрыв всё-таки произошёл в 1897 г., но на почве чисто литературной — после отклонения редакцией драмы «Орхидея».
После личного знакомства с американским фермерским хозяйством (во время кругосветного путешествия 1898 года) взгляды Михайловского ещё более укрепились и в очередной раз высказаны были печатно:

Следует признать за крестьянами такое же право выбирать себе любой вид труда, каким пользуется и пишущий эти строки. В этом только залог успеха, залог прогресса. Всё остальное — застой, где нет места живой душе, где тина и горькое непросыпное пьянство всё того же раба, с той только разницей, что цепь прикована уже не к барину, а к земле. Но прикована всё тем же барином во имя красивых звуков, манящих к себе идеалиста-барина, совершенно не знающего и не желающего знать, а следовательно и не могущего постигнуть весь размер проистекающего от этого зла.
Знакомство и общение с Горьким, который увлекался марксизмом и был лично знаком с крупнейшими деятелями РСДРП, способствовало радикализации политических взглядов Михайловского. Во время революции 1905 г. он уже стоял на политической платформе РСДРП (см. биографию).

## Семья
Жена (с 1879 г.) — Надежда Валерьевна Михайловская, урожд. Чарыкова (1859—1932), дочь тайного советника В. И. Чарыкова. Их дети:
- Николай (ум. в детстве), Варвара (ум. в детстве)
- Надежда (1880—1970), педагог. Оставила воспоминания об отце, которые хранятся в ИРЛИ. Была замужем за горным инженером Субботиным Алексеем Михайловичем (1879—1924),
- Сергей (1885—1927), его дочь Ева (г.р.1919) умерла в блокадном Ленинграде
- Георгий (1890—1946)
- Аделаида (г.р.1894). Её сыновья — Юрий Павлович Сырников (1928—2010), доктор физико-математических наук, почётный академик РАЕН, Павел Павлович Сырников (1936), старший научный сотрудник Московского физико-технического института. Внук — Максим Павлович Сырников (г.р.1965), ресторатор и кулинар.
- Артемий (после 1917 года в эмиграции)
- Ольга (1896—1980), одна из первых женщин-почвоведов, исследователей почв Монголии, Кавказа и Карелии. Была замужем за Неуструеым Юрием Сергеевичем (1907—1941), сын С. С. Неуструева, геолог, работал в Ленинградском геологическом управлении, в июле 1941 года ушёл добровольцем на фронт, погиб 20.12.1941 г. Её дочери: Эрдени Юрьевна Неуструева (1932—2005), издательский работник, Ирина Юрьевна Неустроева (г.р.1935), геолог, кандидат геолого-минералогических наук. Ольга Николаевна и её дочери всё время блокады Ленинграда находились в блокадном городе.

Гражданский брак: Вера Александровна Садовская (урожд. Дубровина). Дети: Вероника, Вера, Ника, Ольга.

## Адреса в Санкт-Петербурге
- 1900—1901 — Моховая улица, 32;[71]
- 1903—1904 — Сергиевская улица (Чайковского с 1931), 38.

## Память
В Санкт-Петербурге
- На здании по адресу Московский проспект, 9 в 1984 году была установлена мемориальная доска (скульптор В. П. Петин, архитектор В. И. Черепанов) с текстом: «Здесь учился писатель-демократ Гарин-Михайловский Николай Георгиевич крупный инженер-строитель Транссибирской магистрали»[72].

В Новосибирске
- Площадь Гарина-Михайловского — площадь перед вокзалом Новосибирск-Главный.
  - Площадь Гарина-Михайловского — станция Новосибирского метрополитена.

В Самарской области
- Улица Гарина-Михайловского в посёлке Серноводск Сергиевского района
- В марте 2013 года в посёлке Сургут Сергиевского района Самарской области была открыта мемориальная доска в честь Николая Георгиевича, основателя этого поселения.
- 8 сентября 2022 года в Самаре на углу улиц Ленинской и Рабочей, установлена скульптурная композиция «Тёма и Жучка». Она посвящёна 170-летию со дня рождения Гарина-Михайловского. Объект разместили рядом с домом, где в конце XIX века жил писатель.

В Челябинской области
- Улица Гарина-Михайловского (до 1949 — Станционная[73]) в посёлке Дмитрия Донского в Советском районе Челябинска.

В Крыму
- На трассе Ялта—Севастополь на скале установлен мемориальный знак в память о работе Гарина-Михайловского в Крыму с надписью: «При строительстве автомобильной дороги через Ласпинский перевал использовались изыскания, которые впервые в 1903—1904 гг. осуществил Н. Г. Гарин-Михайловский, инженер-строитель, известный русский писатель» (в 2010-е годы знак был демонтирован)[74].
- Скала Гарина-Михайловского — отторженец в Ласпинском горно-приморском амфитеатре Южнобережья (около 350 м в.у.м.). Сложёна сместившимися от Байдарской яйлы верхнеюрскими мраморизованными известняками. Скала названа в 1980-е годы членами Крымского отдела Украинского географического общества в честь исследователя Крыма Николая Георгиевича Гарина-Михайловского геодезиста, проектировавшего южнобережное шоссе. На скале укреплёна мемориальная доска с барельефом и надписью в память о Н. Г. Гарине-Михайловском[75].

В литературе
Писательница Л. Тынянова написала детскую книгу «Неукротимый Гарин» (1974).
Советским писателем В. А. Чивилихиным написана биографическая книга о Гарине-Михайловском «Дорога», опубликованная уже после смерти автора по его архивным материалам. В романе «Дорога» на примере жизни писателя Гарина-Михайловского автор изображает российскую действительность конца XIX века. Острые, злободневные рассуждения о русском характере, о развитии государства — вот что характерно для этого произведения.

## Сочинения
- Гарин-Михайловский Н. Г. Собрание сочинений: в 5 томах. Том 1: Детство Тёмы. Гимназисты. — М.: Государственное издательство художественной литературы, 1957. — 522 с.
- Гарин-Михайловский Н. Г. Собрание сочинений: в 5 томах. Том 2: Студенты. Инженеры. — М.: Государственное издательство художественной литературы, 1957. — 563 с.
- Гарин-Михайловский Н. Г. Собрание сочинений: в 5 томах. Том 3: Очерки и рассказы. 1888—1895. — М.: Государственное издательство художественной литературы, 1957. — 653 с.
- Гарин-Михайловский Н. Г. Собрание сочинений: в 5 томах. Том 4: Очерки и рассказы. 1895—1906. — М.: Государственное издательство художественной литературы, 1958. — 723 с.
- Гарин-Михайловский Н. Г. Собрание сочинений: в 5 томах. Том 5: По Корее, Маньчжурии и Ляодунскому полуострову. Вокруг света. Корейские сказки. Сказки для детей. Пьесы. Воспоминания, статьи. 1894—1906. — М.: Государственное издательство художественной литературы, 1958. — 719 с.